# Ciclo Miller
Il ciclo Miller, ideato dall'ingegnere statunitense Ralph Miller, che lo brevettò con il numero 2817322 il 24 dicembre del 1957, come il ciclo Atkinson è una variazione del ciclo Otto in cui si tenta di aumentare il rendimento.

## Principio
Il principio è quello d'avere un rapporto di compressione più basso rispetto al rapporto d'espansione (mentre nel ciclo Otto o ciclo Diesel queste due fasi sono identiche), portando ad avere una fase di compressione più breve rispetto alla fase d'espansione, il che permette di migliorare la quantità d'energia estratta sotto forma di pressione dalla combustione.

## Premessa
Un tradizionale motore alternativo a combustione interna a quattro tempi (sia Diesel sia ciclo Otto) utilizza quattro corse, di cui due sono considerate "di potenza": la corsa di compressione (l'albero motore eroga potenza per comprimere il fluido), e la corsa di espansione (il fluido che si espande per la combustione cede potenza all'albero motore). Delle quattro fasi del motore solo l'espansione è attiva, mentre le altre tre sono passive, ma occorre precisare che solo la compressione sottrae la maggiore potenza passiva, essendo l'aspirazione e lo scarico soggette a necessità di potenze passive marginali, trattandosi di perdite di pompaggio in condotti "aperti". La potenza estraibile dal motore è quella di espansione, a cui sono sottratte le tre passive. 
Prolungare la fase di espansione, ovvero ridurre la fase di compressione aumenterebbe la potenza estraibile dal motore.

## Descrizione del ciclo
Il ciclo Miller è applicato alla struttura di un motore convenzionale.
Nel ciclo Miller, la valvola di aspirazione ha una chiusura ritardata, e rimane aperta per il 25/30% della fase di compressione. Mentre di norma nel ciclo Diesel e Otto la chiusura si ha al completo riempimento del cilindro al punto morto inferiore, nel ciclo Miller, superato il PMI la valvola di aspirazione è ancora aperta, si hanno quindi due effetti: il riflusso dell'aria aspirata nel condotto di aspirazione e una modesta compressione fino a quando la valvola di aspirazione si chiude (al 20-30% della corsa di compressione); dopo di ciò inizia la compressione vera e propria. Questo effetto induce un riempimento parziale del cilindro; invece l'espansione resta a cilindro completo e quindi il bilancio di potenza attiva è maggiore. 
Se tale potenza è paragonata, a parità di cilindrata, a un motore convenzionale, essa è inferiore. In sintesi si ha la potenza di un motore di cilindrata inferiore, dato che tale è la quantità di aria e di carburante aspirati, ma avvenendo l'espansione a cilindrata completa rispetto alla compressione, si ha un migliore utilizzo del gas espanso dalla combustione, con consumi specifici per unità di potenza erogata sensibilmente minori (7-8%). Inoltre, il tutto avviene con gas ben espansi (meno rumore), a minore temperatura, minore energia persa nello scarico e con minori emissioni di NOx. È come se esistessero due cilindri: uno più piccolo di compressione (in realtà lo stesso, ma meno riempito), e uno più grande (completo) di espansione.

## Utilizzi attuali
I maggiori utilizzi sono previsti per motori ad autotrazione ibrida, cioè quando il motore endotermico ha una funzione di produzione costante o quasi, mentre i picchi di potenza sono supportati dall'energia elettrica accumulata. Nel caso che sia necessario comunque avere potenza ai bassi regimi, si possono adottare compressori volumetrici, che però riducono la convenienza economica, e aumentano la complessità.
In alcuni casi il ciclo Miller è confuso col ciclo Atkinson, che riduce la fase di compressione, ma con un complesso manovellismo. Tra le realizzazioni del ciclo Miller, con semplice ritardo della chiusura della valvola di aspirazione, troviamo molti veicoli elettrici ibridi come la Honda Jazz 2013, la Ford Escape (trazione anteriore e 4WD), la Volkswagen con motori 1.5 TSI da 130 o 150 CV, entrambi a trazione anteriore, e le Jeep e-HYBRID, come pure la Alfa Romeo Tonale 2022 nella versione e-Hybrid.
La Toyota Prius, la Toyota Auris Hybrid (trazione anteriore), la Toyota Yaris Hybrid, la Lexus CT200h, la Lexus IS, la Toyota RAV 4 Hybrid, invece dicono di utilizzare il ciclo Atkinson; in effetti non hanno alcun manovellismo speciale, per cui sembra proprio che utilizzino il ciclo Miller
Allo stato attuale esistono anche applicazioni che permettono il governo del motore col ciclo Miller, con possibilità di passaggio al ciclo Otto, ma con potenza e consumi aumentati.
Un utilizzo è realizzato nei grandi motori marini, destinati a funzionare a regime costante per lunghi periodi di tempo, o per impianti fissi di produzione elettrica. 